# Poth
Poth é uma cidade  localizada no estado norte-americano do Texas, no Condado de Wilson.

## Demografia
Segundo o censo norte-americano de 2000, a sua população era de 1850 habitantes.
Em 2006, foi estimada uma população de 2238, um aumento de 388 (21.0%).

## Geografia
De acordo com o United States Census Bureau tem uma área de
8,3 km², dos quais 8,3 km² cobertos por terra e 0,0 km² cobertos por água. Poth localiza-se a aproximadamente 123 m acima do nível do mar.

## Localidades na vizinhança
O diagrama seguinte representa as localidades num raio de 32 km ao redor de Poth.